# Hợp chất aliphatic
Trong hóa học, hợp chất aliphatic là các hợp chất hữu cơ, trong đó các nguyên tử cacbon liên kết với nhau tạo thành mạch thẳng hay mạch nhánh. Hợp chất aliphatic đơn giản nhất là mêtan (CH4).

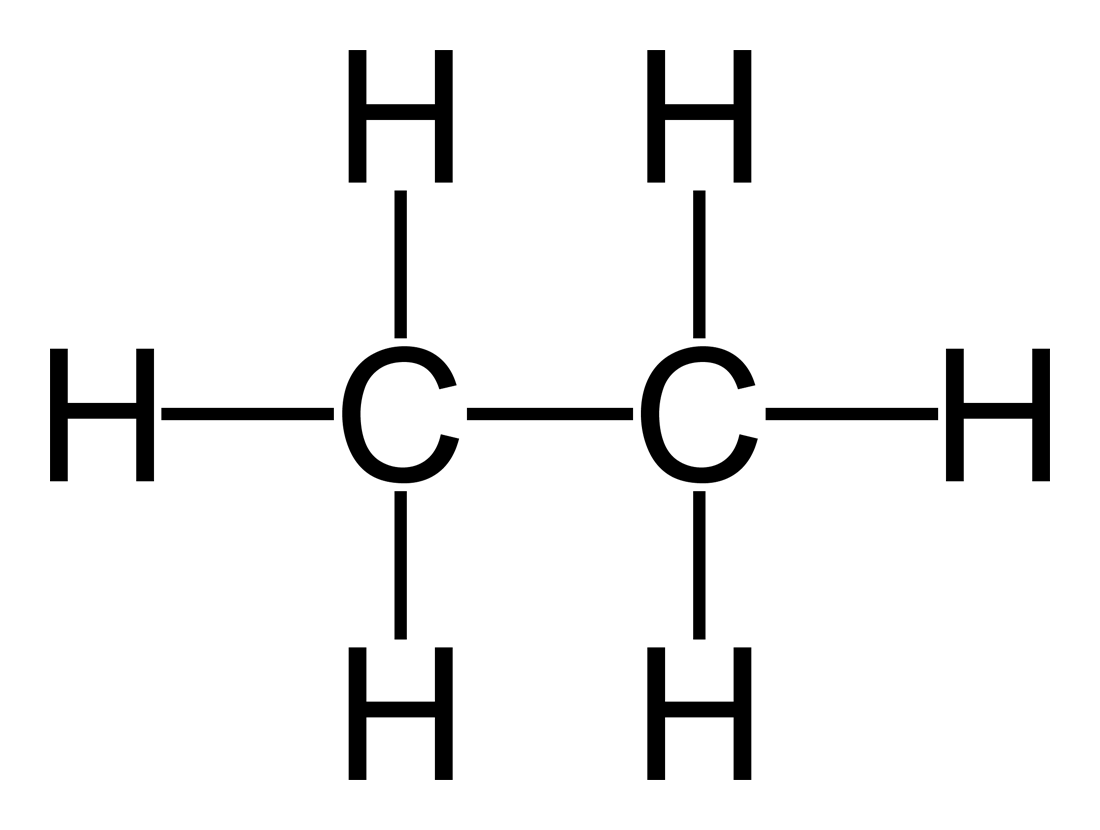
Êtan
Isobutan
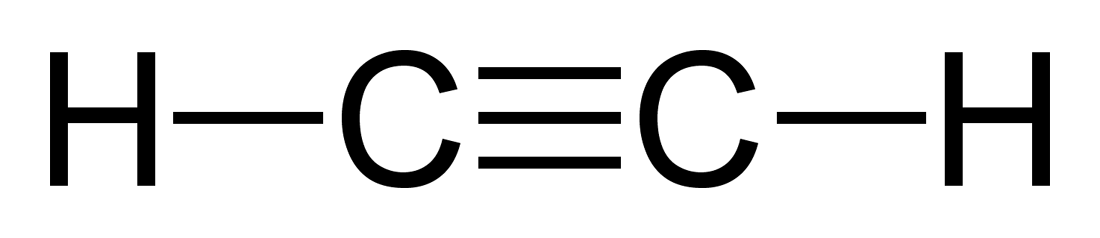
Acetylen